# Sleep (band)
Sleep is een stonerrock-/doommetalband uit San José (Californië). De band was gestopt in 1998, maar speelt weer sinds 2009.

## Geschiedenis
Sleep bracht haar debuut Volume One uit in 1991. De muziek op dat album lijkt op die van Saint Vitus. De band kreeg al snel fans en geldt tegenwoordig, samen met Kyuss en Monster Magnet, als de pioniers van de stonerrock - hoewel Sleep minder bekend werd dan de twee andere bands.
Het tweede album, Sleep's Holy Mountain, werd in 1992 uitgebracht na de release van hun Volume 2 EP (Off the disc, 1991). Het album wordt bezien als hun beste album en tevens als een van de beste albums in het stoner/doomgenre.
In 1995 werkte Sleep voor het label London Records aan hun derde album, getiteld Dopesmoker. Dopesmoker is oorspronkelijk een nummer van 1 uur en 3 minuten. Het schrijven ervan nam ongeveer vijf jaar in beslag. London Records weigerde het uit te brengen omdat het commercieel gezien te weinig zou opleveren, hierdoor won het nummer aan aantrekkingskracht. Twee jaar lang werd het nummer niet live gespeeld - de groep wilde het eerst goed opnemen. Uiteindelijk werd het nummer opgenomen en door David Sorry gemixt. Het nummer kreeg nu de titel Jerusalem, maar opnieuw werd het niet uitgebracht. Daarop besloten de bandleden  in 1997 om te gaan stoppen. In 1999 brachten ze op een ander label het album Jerusalem uit met daarop het gelijknamige nummer. Het nummer was in zes stukken gedeeld, waar de bandleden niet blij mee waren. Uiteindelijk werd in 2003 de originele versie van Jerusalem (Dopesmoker) uitgebracht. Het nummer duurt ruim een uur. Verder staat op dat album het livenummer Sonic Titan.
In 2018 kwam het album The Sciences uit. Deze werd goed ontvangen door recensenten. Na het uitbrengen van het album ging de band weer op tour, waarbij TivoliVredenburg in Utrecht werd aangedaan. Het jaar erna speelde de band op het festival Roadburn in Tilburg.
Eind 2019 kondigde de band aan om voorlopig per 1 januari 2020 te stoppen.

## Discografie
- Volume One - 1991
- Holy Mountain - 1992
- Jerusalem - 1999
- Dopesmoker - 2003
- The Sciences - 2018